# 12568 Kuffner
12568 Kuffner (1998 VB5) là một tiểu hành tinh vành đai chính được phát hiện ngày 11 tháng 11 năm 1998 bởi K. Korlevic ở Visnjan. Nó được đặt theo tên của Moriz von Kuffner, the founder thuộc Kuffner observatory, in 2006.